# Margery Jourdemayne
Margery Jourdemayne (avant 1415 –  27 octobre 1441) est une Anglaise condamnée au bûcher pour sorcellerie et trahison.

## Biographie
Margery Jourdemayne est mariée à William Jourdemayne. On ne connait rien sur sa propre famille, mais celle de son mari est constituée de yeomen bien établis du Middlesex depuis au moins le XIVe siècle. Le patronyme Jourdemayne vient sans doute du vieux français désignant un laboureur à la journée : « jour de main ».

### Activité de sorcellerie

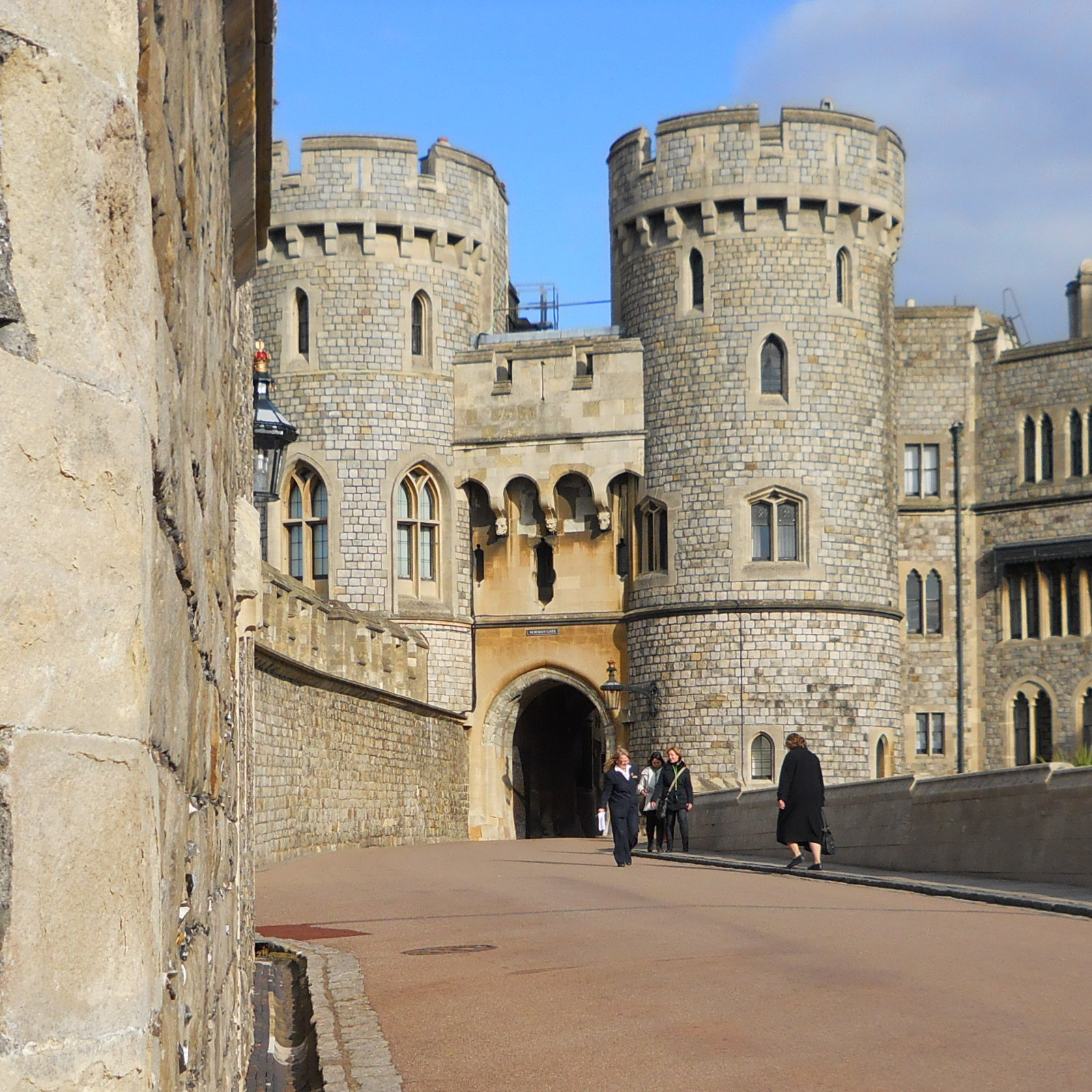
Section du château de Windsor construite sous le règne d'Édouard III.

Depuis le début des années 1430, Margery Jourdemayne semble faire société avec nombre de clercs respectés et bien éduqués, ce qui est inhabituel pour l'épouse d'un paysan vacher. 
Éléonore Cobham admet lors de son procès en 1441 d'avoir longtemps eu recours aux services de Jourdemayne, avec qui elle est en relation depuis au moins dix ans. Elle déclare également qu'elle lui a demandé de l'aider à devenir enceinte de son époux Humphrey de Lancastre, duc de Gloucester. Il est probable qu'elle et les autres dames de la cour connaissent bien les pratiques de Margery Jourdemayne.
Des sources attestant que d'autres notables ont eu recours aux services de Jourdemayne, comme Edmond Beaufort, qui l'aurait consultée concernant la conduite à tenir et son sort durant des conflits imminents. Elle lui prédit qu'il serait défait et tué dans un château, mais qu'aussi longtemps qu'il demeurerait sur le champ de bataille, il serait victorieux et protégé.

### L'affaire de 1432

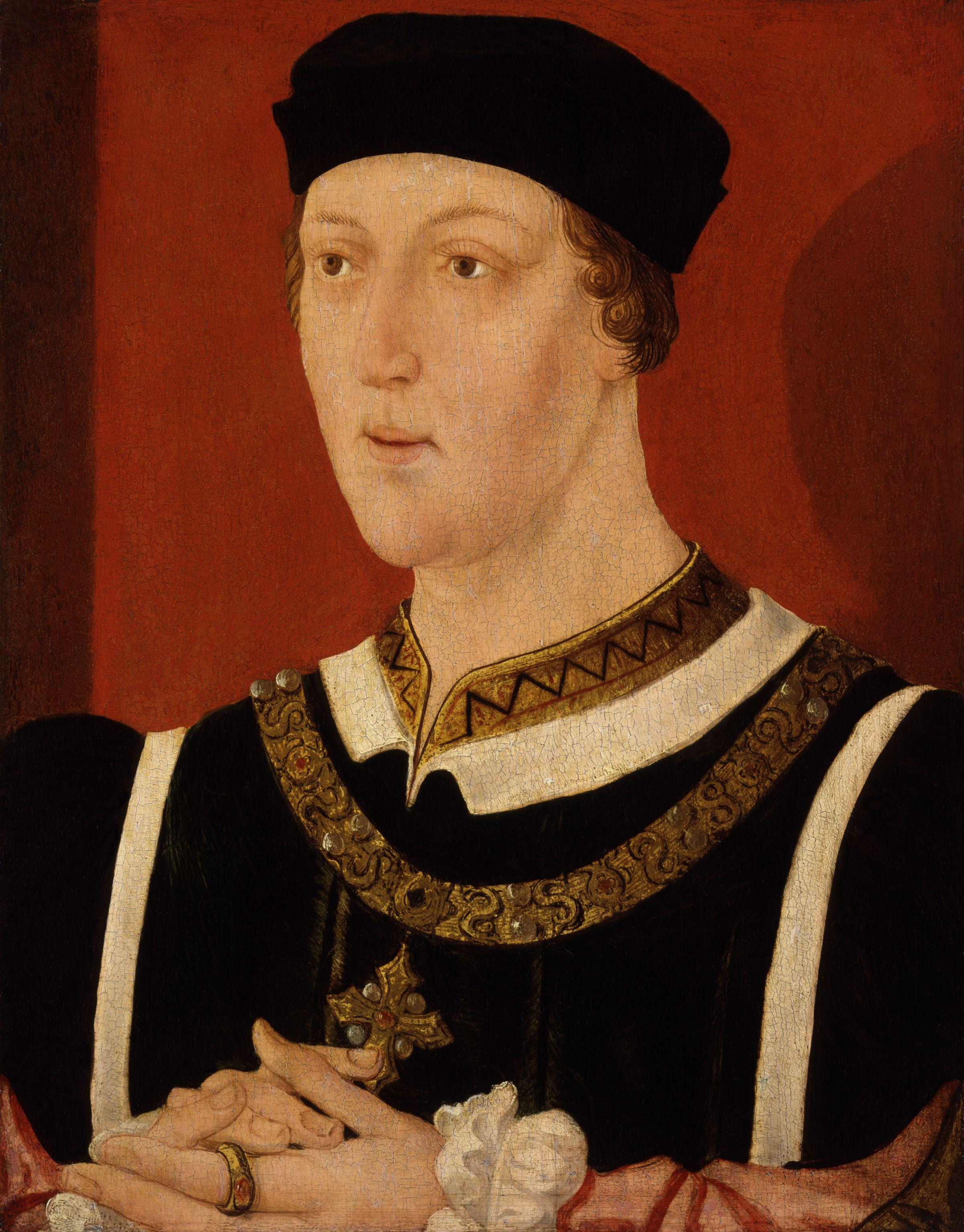
Portrait du roi Henri VI.

Au cours du procès de 1441, il est rapporté que Margery Jourdemayne a été détenue pendant quelques mois au château de Windsor, dix ans auparavant, pour une infraction non documentée de sorcellerie. Or, en 1430, sept supposées sorcières sont emprisonnées à Londres, accusées de comploter pour causer la mort du jeune roi Henri VI. Il est possible que Jourdemayne soit l'une d'entre elles.
Quoi qu'il en soit, le 22 novembre de cette année, un des sergents en arme du roi est payé pour escorter « une certaine femme » de la ville de Londres à Windsor ; six jours plus tard, un autre sergent est défrayé pour l'escorte du frère John Ashwell sur le même chemin. Ce dernier est compétent en astronomie et prédira avec succès en juin 1433 l'apparition d'une éclipse. Une ordonnance est issue pour le paiement au lieutenant du château de Windsor, John Wintershull, afin de couvrir les coûts d'emprisonnement du frère John et de Margery Jourdemayne et le salaire de leurs deux geôliers du 18 novembre 1430 au 9 mai 1432. Une autre ordonnance  de juillet 1432 stipule le paiement à Wintershull de ses frais de garde de Jourdemayne et Ashwell.
Le 9 mai 1432, Margery Jourdemayne, le frère John Ashwell et le greffier John Virley sont inculpés de sorcellerie. Ashwell et Virley sont libérés sur caution ; Margery Jourdemayne est relâchée à condition qu'elle adopte un comportement vertueux et ne s'adonne plus à la sorcellerie dans le futur.

### L'affaire de 1441

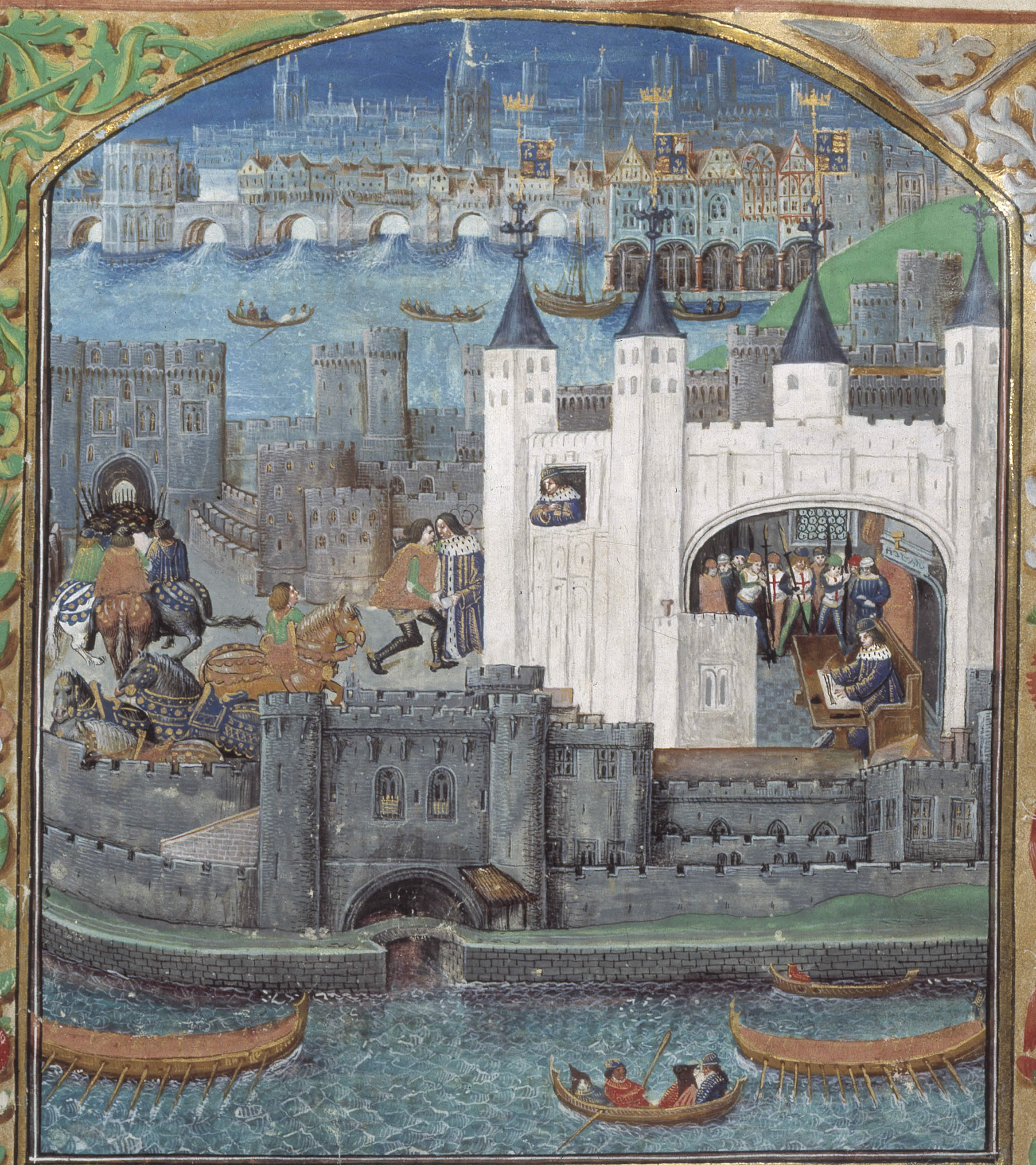
Représentation la plus ancienne de la Tour de Londres, datant du XVe siècle

L'affaire qui conduit à l'exécution de Margery Jourdemayne est bien documentée et discutée depuis le XVe siècle. Éléonore Cobham, duchesse de Gloucester par son époux Humphrey de Lancastre, est accusée d'hérésie et de sorcellerie avec quatre autres personnes. Trois des accusés sont des érudits et des clercs de la cour ducale. La quatrième est Margery Jourdemayne, femme de basse naissance, connue comme sorcière. Humphrey est l'oncle du jeune roi Henri VI et, en cas de mort du roi, monterait sur le trône. Entre juillet et septembre 1441, Margery Jourdemayne est arrêtée par les hommes du roi et emmenée à la Tour de Londres.

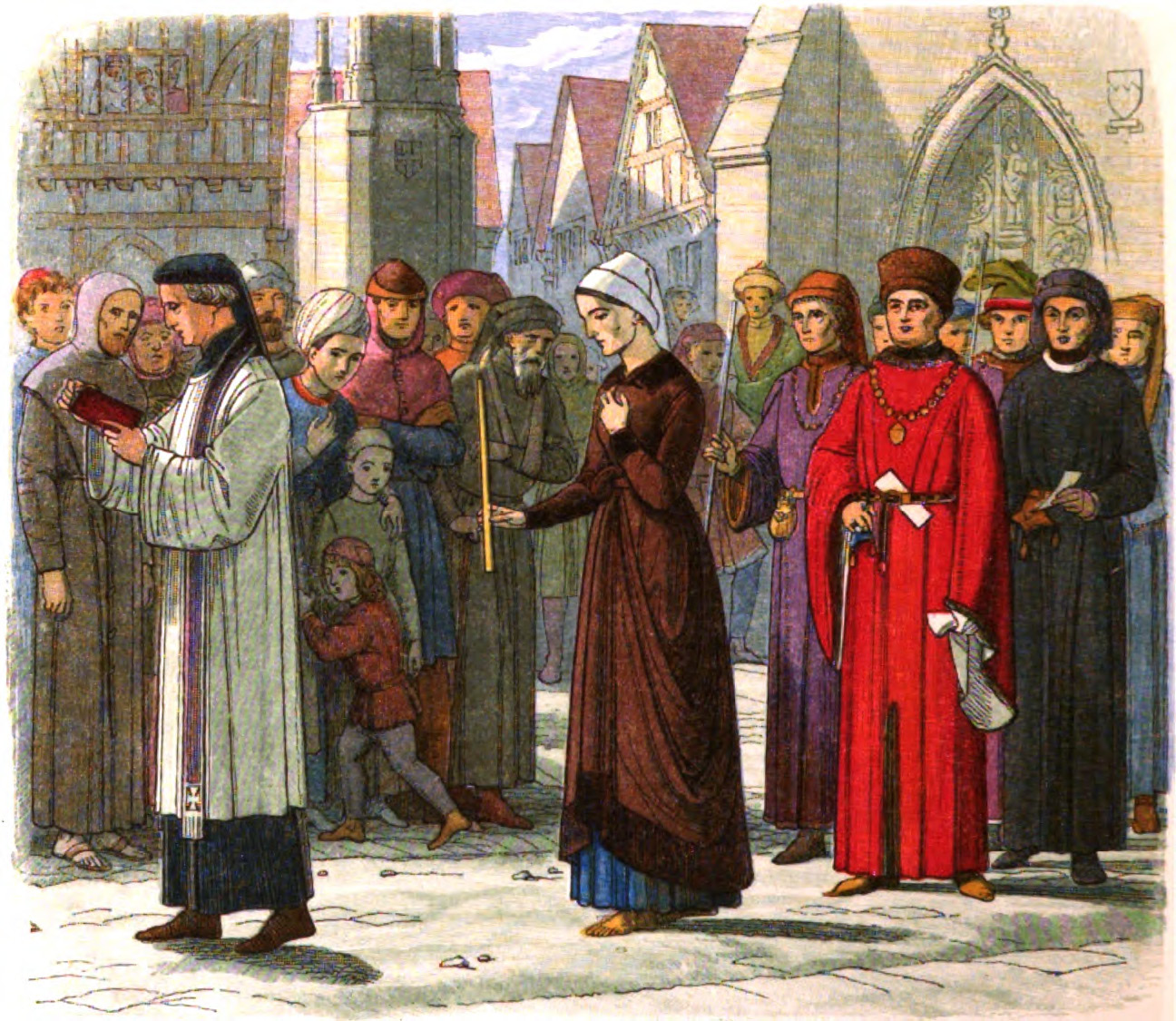
A Chronicle of England - Page 392 - La duchesse de Gloucester fait pénitence.

Éléonore Cobham, Roger Bolingbroke, John Hume, Thomas Southwell et Margery Jourdemayne sont accusés de recours à la sorcellerie pour provoquer la mort de Henri VI. Bolingbroke est un érudit d'Oxford et greffier personnel d'Éléonore Cobham ; il est décrit comme « un grand homme versé dans l'astronomie, (...) célèbre dans le monde entier ». Thomas Southwell est un éminent médecin — probablement celui d'Éléonore — et canon de la chapelle St Stephen au palais de Westminster, recteur de St Stephen Walbrook à Londres et vicaire de Ruislip. Hume est canon de Hereford et de Saint Asaph, chapelain et secrétaire d'Éléonore Cobham et du duc. Margery Jourdemayne est d'autre part connue depuis de nombreuses années comme une pourvoyeuse  de sorts, de philtres d'amour et de potions favorisant ou mettant fin aux grossesses.

« There was a Beldame called the wytch of Ey
Old mother Madge her neyghbours did hir name
Which wrought wonders in countryes by heresaye
Both feendes and fayries her charmyng would obay
And dead corpsis from grave she could uprere
Suche an inchauntresse, as that tyme had no peere »

Margery Jourdemayne est reconnue coupable d'hérésie et de sorcellerie et condamnée à être brûlée sur le bûcher à Smithfield. Éléonore Cobham doit faire pénitence, divorcer de son mari et est emprisonnée à vie. Hume est relâché, Southwell meurt dans la Tour de Londres et Bolingbroke est pendu et écartelé.

## Dans la littérature
Margery Jourdemayne apparaît dans la deuxième partie de la pièce Henry VI de William Shakespeare. Elle est aussi un personnage du roman de 2011 de Philippa Gregory sur Jacquetta de Luxembourg, La Dame des Rivières.

## Dans la culture populaire
Deborah Hyde, rédactrice en chef de la revue du Royaume-Uni The Skeptic, blogue et tient des conférences sur la croyance au surnaturel et d'autres éléments de folklore qui impliquent la superstition sous le nom de Jourdemayne.